# Macrocoma splendidula
Macrocoma splendidula é uma espécie de escaravelho de folha endémico às Ilhas Canárias, descritos por Thomas Vernon Wollaston em 1862.

## Subespécie
Existem três subespécies de M. splendidula:
- Macrocoma splendidula franzi Palma, 1976:[4]  está presente em El Hierro, e está dedicado a Dr. Herbert Franz.
- Macrocoma splendidula palmaensis Palma, 1977:[6] está presente em La Palma. Foi originalmente nomeado Macrocoma occidentalis por Palma em 1976, mas depois foi assinalado fora do nome de espécie que já era utilizado por Escada em 1914 (Pseudocolaspis occidentalis, agora Macrocoma henoni occidentalis), de modo que foi renomeado para M. palmaensis no ano seguinte.
- Macrocoma splendidula splendidula (Wollaston, 1862):[1] A subespécie nominotípica.  Está presente na Grande Canária e Tenerife.